# José Ferrer
José Vicente Ferrer de Otero y Cintrón (født 8. januar 1912, død 26. januar 1992), kendt som José Ferrer, var en amerikansk skuespiller og teater- og filminstruktør.
Han kom allerede til USA som barn. Han graduerede som arkitekt ved Princeton University, men forladte planer om at forfølge dette erhverv og i stedet fokuserede på en karriere som skuespiller. Han begyndte sin skuespillerkarriere på de små provinsielle teatre, arbejdede sig støt op, og fik sit gennembrud på Broadway i 1935. Der gjorde han en succes i skuespil som Charles' tante (1940) og spillede Iago i Shakespeares Othello (1942).
Han begyndte at spille hovedroller på Broadway og blev højt respekteret, da han fik sit gennembrud på film i 1948 som kronprinsen i Jeanne d'Arc.
Ferrer kom til at blive en mester af excentriske figurer, som f.eks. titelrollen Cyrano de Bergerac - den sidste musketer i 1950, hvor han blev tildelt en Oscar for bedste mandlige hovedrolle. En anden berømt rollefortolkning er kunstneren Henri de Toulouse-Lautrec i Moulin Rouge fra 1952; For at skildre den berømte kunstner, som kun var 1,35 m høj, tvang han gående på knæene med sine ben bundet op.

## Privatliv
Ferrer var gift fire gange: 1938-1948 med Uta Hagen, 1948-1953 med Phyllis Hill, 1953-1961 og 1964-1967 med Rosemary Clooney og 1977 med Stella Magee. I det tredje ægteskab blev fem børn født, herunder søn Miguel Ferrer, også hans skuespiller.